# Rize (banda)
RIZE es una banda japonesa de J-Rock formada originalmente en 1997. Sus estilos rondean tanto el metal, y también el rap y el reggae.
En agosto del 2000 debutaron con su primer sencillo "Kaminari" (Trueno). En el 2003 realizan conciertos por primera vez fuera de Japón, realizando conciertos en Corea e inclusive Estados Unidos.

## Integrantes
- JESSE (11 de agosto de 1980) - Rap/Guitarra
  - Nombre artístico completo: Jesse MacFadyen
  - Nombre real: Sorato Takenaka (竹中空人 Takenaka Sorato?)
- Nobuaki Kaneko (5 de junio de 1981) - Batería
  - Nombre artístico completo: Nobuaki Kaneko (金子ノブアキ Kaneko Nobuaki?)
  - Nombre real: Nobuaki Kaneko (金子統昭 Kaneko Nobuaki?)
  - Apodo: Akkun
- KenKen (30 de diciembre de 1985) - Bajo
  - Nombre real: Kensuke Kaneko (金子賢輔 Kaneko Kensuke?)

Exintegrantes
- TOKIE
- u:zo
- Kaneko Nobuaki

## Biografía
RIZE recientemente celebró su 10 º aniversario y es una de las bandas de rapcore pionero de Japón. Teniendo la influencia de artistas occidentales como Limp Bizkit y Orishas con su distintiva voz y líneas de bajo, RIZE han pasado por varios cambios de miembros en los últimos años pero su estilo siempre se ha centrado en un sonido más occidental. La banda ha tomado el tiempo para estudiar el patrón de la música que rodea rapcore y recientemente se expandió hacia el reggae y con capas duras de Jesse-voz pegar, crear una poderosa individualidad.
biografía
RIZE fue concebido en 1997 por Jesse, el hijo del popular nacional guitarrista Char, junto con su amigo Nobuaki Kaneko. Tokie más tarde se unió a la alineación como bajista, el enraizamiento de la banda en el estilo rapcore agresivo que los hizo tan conocido. Después de su formación, RIZE comenzó a realizar en el área de Kitazawa, a fin de establecerse entre el público. Después de ganar popularidad relativa, RIZE luego pasó a realizar en la 10 ª Kitazawa Festival de Música en 2000 y poco tiempo después, firmado en Epic Records para lanzar su Kaminari único, en primer lugar.
RIZE seguimiento de su debut en un solo mes más tarde, con ¿Por qué yo soy yo, una segunda versión de que fue grabado para su décimo sencillo en 2006. Sólo 21 días después de este segundo sencillo, la banda lanzó su álbum de debut de un éxito moderado. Alcanzando el número 8 en el Oricon sólo después de la liberación de dos singles es un gran logro para cualquier grupo o solista. Desafortunadamente, en marzo de 2001, tokie anunció que iba a abandonar la banda. Con el nuevo miembro, U-ZO unirse a la banda poco después, con el fin de crear una mayor variedad de sonidos, RIZE aprobó también el guitarrista Yoshihiro Nakao.
Al año siguiente, resultó ser uno lleno de variedad de Rize. Abril vio Jesse y Nobuaki convertirse en personalidades de la radio para el programa All Night Nippon hasta septiembre. La banda también actuó en el Festival de Música de Kitazawa, ROCK IN JAPAN FESTIVAL DE VERANO y SONIC'01. Hacia el final del año, el segundo álbum de Rize, fue lanzado el juego previo. Grabado en Los Ángeles, EE. UU. el álbum muestra una fuerte influencia de América Nu-Metal, teniendo influencia de Limp Bizkit. La colaboración de la banda con la cebra, no puedo vivir sin mi radio, se convirtió en el tema de la FIESTA FM.
RIZE comenzó 2002 con su gira Rock Fuck'N, actuando en 42 ciudades de todo Japón. En los meses de verano, la banda continuó tocando en varios festivales, incluyendo el MTV de Japón LIVE SECO SUPER SWEET LOVE SHOWER. RIZE también actuó en el Rising Sun Rock Festival y del Festival Rock Maji. En octubre, RIZE realizado en el 2002ETPFEST Corea del Sur en el Estadio Olímpico, organizado por Seo Taiji. El evento es conocido por ser el festival más grande de campo de su tiempo con 30.000 asistentes.
Hacia el final del año, RIZE lanzó su tercer álbum. Con el 2003, sólo acaba de empezar, RIZE lanzado su vibración única, con el reggae recién formado dúo de pop Def Tech. El grupo continuó de gira durante la primavera y JESSE colaborado con los Beastie Boys para el Concierto de Libertad del Tíbet. JESSE también se ofrece en América Hurt rapcore banda Crazy Town You So Bad bajo el seudónimo de JROC. En julio, la banda se mudó a Los Ángeles para una gira con bandas de América rapcore Kottonmouth Kings y Phunk Junkeez.
Tras su gira por Estados Unidos, RIZE regresó a Japón por un tiempo corto, pero solo una cuestión de meses después, la banda tocó en el evento de caridad PAZ vol. 3 en diciembre. El silencio que rodea a su falta de emisiones de repente disminuido en marzo de 2005 cuando RIZE lanzó su primer álbum best-of. Antes de este lanzamiento, la banda sólo había aparecido en mama Def Tech Kono ~ Def Tech reintroducir video musical Rize. La banda también celebró conciertos todas las noches en Gangima durante los meses de marzo, mayo y agosto.
Fue en ese momento que Jesse formó la TENSAIBAKA Records. RIZE también se realiza en el Live 8 de Japón en julio y en agosto en el SONIC'05 VERANO. U-ZO dejó la banda en noviembre de 2005 y el hermano de Nobuaki Kaneko KenKen lo reemplazó.
En 2006 se puso la banda tocando en Gangima la noche y en abril, KenKen unió a la banda como un miembro oficial. Durante todo el año, RIZE continuó realizando en varios festivales y en la última parte, formaron la etiqueta del Lejano Oriente RECORDS tribales de Universal Music Japón.
En 2007, RIZE celebró su primera gira del año en marzo, que consistía ALTERNA de catorce actuaciones. En mayo, la banda tocó en la piel, Memorial Day de 2007 y en julio, participaron en el evento Live Earth. RIZE celebró una gira de dos hombre con ACIDMAN y hacia el final del año lanzaron su último sencillo, LADY LOVE. La canción en el sencillo se utilizó como desempate en la canción de los anuncios music.jp de octubre de 2007 y también fue utilizado como el tema del Anime Shion no Ou.
Aunque 2008 está lejos de terminar, RIZE lanzado KO, su sexto álbum de larga duración en abril. El mes siguiente, vio a la banda tocando en el hide Memorial Summit, en la que realizó su versión de Pink Spider en el tributo.
Lamentablemente, el 20 de mayo, la banda anunció a través de su sitio oficial que Yoshihiro Nakao sería caminos separados a partir de RIZE, citando diferencias creativas como el principal factor en su decisión. Sin embargo, los restantes miembros están decididos a llevar se suma a actividades como un trío para el ínterin.
RIZE con la capacidad para mostrar la diversidad en su campo y talento en el estilo de música que han elegido, es una de las bandas de rapcore primero en Japón a establecerse en la historia.

## Discografía

### Sencillos
1. Kaminari (カミナリ?) (23 de agosto de 2000)
2. Why I'm Me (1 de noviembre de 2000)
3. MUSIC (24 de enero de 2001)
4. NAME (25 de abril de 2001)
5. Light Your Fire (5 de septiembre de 2001)
6. Dream Catcher (7 de noviembre de 2001)
7. 02/ONE (7 de noviembre de 2002)
8. VIBRATION～introducing Def Tech (22 de enero de 2003)
9. Gun Shot (19 de febrero de 2003)
10. Pink Spider (ピンクスパイダー?) (22 de noviembre de 2006) - cover de hide
11. Zero (28 de octubre de 2008)

### Álbumes
1. ROOKEY (22 de noviembre de 2000)
2. FOREPLAY (5 de diciembre de 2001)
3. Natural Vibes (5 de febrero de 2003)
4. FUCK'N BEST (24 de marzo de 2005)
5. Spit & Yell (6 de julio de 2005)
6. ALTERNA (21 de febrero de 2007)
7. K.O. (16 de marzo de 2008)

### DVD
- Fresh Blend (25 de abril de 2001)
- FUCK'N LIVE (7 de noviembre de 2002)
- LOST CLIPS (24 de marzo de 2005)
- T.K.O(5 de noviembre de 2008)